# Kağızman
Kağızman (en armenio: Կաղզվան  (transliteración latina: Kaghzuan)) es una ciudad y un distrito de la provincia de Kars, en la región de Anatolia Oriental de Turquía.
- Datos: Q990201
- Multimedia: Kağızman / Q990201

1. ↑  Worldpostalcodes.org,código postal n.º 36700.